# Cueva de Mairuelegorreta
La cueva de Mairuelegorreta es una gruta situada en el parque natural del Gorbea, dentro del término municipal alavés de Cigoitia.

## Descripción

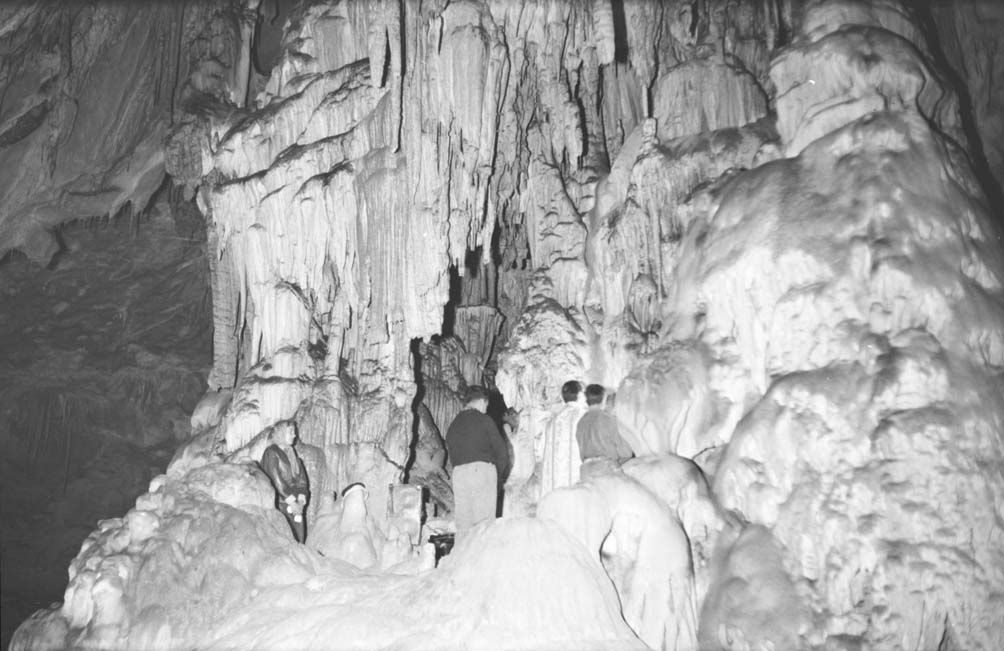
Una misa celebrada dentro de la cueva en 1961

En el tomo de la Geografía general del País Vasco-Navarro dedicado a Álava y coordinado por Vicente Vera y López, se describen tanto la cueva como las inmediaciones en palabras de Luis Heintz Loll:

Mairuelegorreta.―Es de todas las cavernas que hemos explorado la más grande é imponente. Se llega á ella trepando durante media hora por la vertiente meridional del Gorbea. Allí se descubren tres boquetes en la peña, separados de 15 á 20 m. uno de otro: el del medio dá acceso á la famosa gruta. La entrada propiamente dicha al S., es triangular, con una anchura en la base de 9 m. y una altura de 2'50. El vestíbulo sirve de refugio, cuando el tiempo es malo, al ganado vacuno, caballar y de cabra, que pasa en estas alturas gran parte del año. Inútil decir como está el piso con semejantes huéspedes; sólo saltando de piedra en piedra se puede franquear, sin enlodarse, los 15 primeros metros, en donde la basura es más abundante. Pero luego ya se pisa la roca limpia, y así continúa hasta el fin de este callejón de 78 m. de largo por 9 de ancho y 5 de alto, dimensiones estas últimas que van disminuyendo poco á poco.

En el fondo hay tres ramificaciones, de las que dos, las de la derecha y del centro, concluyen á los 10 y 40 m. respectivamente. Queda el boquete de la izquierda, cerrado por una puerta, puesta allí por dos humildes artesanos, quienes indignados por las destrucciones vandálicas perpetradas en las grutas, las han alquilado para poner fin á tan estúpidos excesos; hermoso ejemplo que debería seguirse en miles de las cavernas de nuestro suelo. Una fuerte corriente de aire que apaga las bujías, advierte al poco rato que el local se modifica. En efecto, á nuestros pies abre su negra boca un pozo de 4'50 m. de profundidad y al que se baja por una escala.
(Heintz Loll, 1915-1921, pp. 84-86)